# Tenaza Peak
Der Tenaza Peak ist ein 1345 m hoher Berg im Norden des ostantarktischen Viktorialands. In den Anare Mountains ragt er 3,5 km östlich des Mount Pechell im westzentralen Teil der Hedgpeth Heights auf. 
Der United States Geological Survey kartierte ihn anhand eigener Vermessungen und Luftaufnahmen der United States Navy aus den Jahren von 1960 bis 1963. Das Advisory Committee on Antarctic Names benannte ihn im Jahr 1970 nach Richard Reuben Tenaza (* 1939), der im Rahmen des United States Antarctic Research Program von 1967 bis 1968 als Biologe auf der Hallett-Station tätig war.